# 馬野正基
馬野 正基（うまの まさき、 1965年6月24日 - ）は シテ方観世流の能楽師で、重要無形文化財総合認定保持者である。

## 概説
馬野義男の長男として京都府京都市に生まれる。2歳の時に仕舞『老松』にて初舞台、1972年（昭和47年）に能『猩々』にて初シテ。幼少より父及び河村隆司に師事。東京藝術大学音楽学部邦楽科能楽専攻に進学し、卒業後は八世観世銕之亟に入門。1995年に独立、銕仙会に所属し、現在は九世観世銕之丞に師事。能面が好きで「愛車を売ってまでして欲しい能面を買った」という。三聲会、能を楽しむ会(玄人会)　颯々会、華諷会(素人会)を主宰。

## 経歴
- 1965年6月24日生　京都市の山科に生まれる。
- 1989年 銕仙会に入門　父及び河村隆司・八世観世銕之丞・九世観世銕之丞に師事

3歳のとき『老松キリ』の仕舞で初舞台、7歳で初シテ『猩々』、1995年『猩乱』、1996年『石橋』
- 2002年『道成寺』
- 2005年『清経恋之音取』を披く
- 2007年、大蔵流狂言方の山本泰太郎・則孝、藤田流笛方竹市学らと「三聲会」を結成し

『望月』を披く
新作・復曲能や映画、海外公演にも多数参加

## 脚註